# Täljhäst

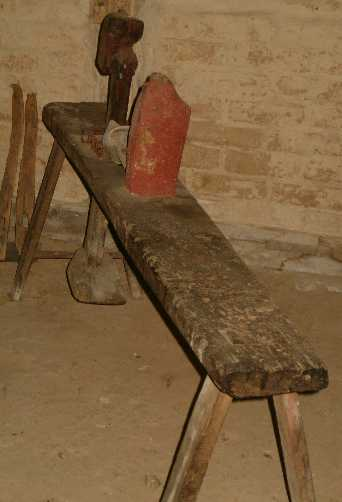
Täljhäst från Frilandsmuseet i Sorgenfri, Kongens Lyngby, Danmark

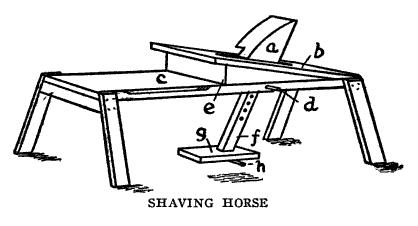
Ritning

En täljhäst eller skärbänk är en typ av arbetsbänk för slöjd i trä. 
Den består av en bänk, i vars ena ände en anordning finns för att spänna fast arbetsstycket. Slöjdaren sitter grensle över bänken och trycker med fötterna på en pedal. Kraften går från pedalen via en hävarm till täljhästens "huvud" vilket är placerat ovanför en arbetsyta, ofta är denna vinklad upp mot användaren så att användaren får en bekväm arbetsställning. 
Täljhästens huvud rör sig då ned mot arbetsytan, och arbetsstycket kan låsas fast mellan huvudet och arbetsytan. Täljhästen medger till skillnad från exempelvis hyvelbänk eller skruvstycke mycket snabba ändringar av hur arbetsstycket sitter och även bättre kontroll över spännkraften.